# Марија Перез (атлетичарка)
Марија Перез Гарсија (шп. María Pérez García; Орсе, 29. април 1996) шпанска је атлетичарка која се такмичи у брзом ходању. Завршила је као прва у трци на 20 километара и у трци на 35 километара на Светском првенству 2023. у Будимпешти. Била је четврта у трци на 20 километара на Олимпијским играма у Токију 2020. и друга у Паризу 2024. Перез је освојила златну медаљу на Европском првенству 2018. године, постављајући рекорд шампионата у трци на 20 километара. Перез је светска рекордерка у трци на 35 км са временом 2:37:15 (два сата: 37 минута: 15 секунди), постављеним 21. маја 2023. на Европском екипном првенству у брзом ходању у Подебрадију, у Чешкој Републици. Јавно се изјаснила као лезбијка и удата је за музичарку Ное Мориљас.

## Статистика

### Лични рекорди
- Ходање на 3000 метара на стадиону – 12:00,87 (Уелва 2018)
- Ходање на 5000 метара на стадиону – 20:28,17 (Андухар 2022)
- Ходање на 10.000 метара на стадиону – 43:42,04 (Хетафе 2021)
- Ходање на 10 километара ван стадиона – 43:36 (Антекера 2021)
- Ходање на 20 километара ван стадиона – 1:25:30 (Кордоба 2023)
- Ходање на 35 километара ван стадиона – 2:37:15 (Подјебради 2023) Светски рекорд

### Међународна такмичења
| Представљајући Шпанију | Представљајући Шпанију              | Представљајући Шпанију       | Представљајући Шпанију | Представљајући Шпанију          | Представљајући Шпанију |
| Година                 | Такмичење                           | Место                        | Пласман                | Дисциплина                      | Резултат               |
| ---------------------- | ----------------------------------- | ---------------------------- | ---------------------- | ------------------------------- | ---------------------- |
| 2013                   | Светско првенство за млађе јуниоре  | Доњецк, Украјина             | 7.                     | 5.000 м                         | 23:48.11               |
| 2014                   | Светско првенство за јуниоре        | Јуџин, САД                   | 5.                     | 10.000 м                        | 44:57.30               |
| 2015                   | Европско првенство за јуниоре       | Ескилстуна, Шведска          | 4.                     | 10.000 м                        | 44:19.05               |
| 2017                   | Европско првенство за млађе сениоре | Бидгошч, Пољска              | 2.                     | 20 км                           | 1:31:29                |
| 2017                   | Светско првенство                   | Лондон, Уједињено Краљевство | 10.                    | 20 км                           | 1:29:37                |
| 2018                   | Светски куп у брзом ходању          | Тајцан, Кина                 | 8.                     | 20 км                           | 1:28:50                |
| 2018                   | Европско првенство                  | Берлин, Немачка              | 1.                     | 20 км                           | 1:26:36 РПЕ            |
| 2019                   | Светско првенство                   | Доха, Катар                  | 8.                     | 20 км                           | 1:35:43                |
| 2021                   | Европски куп у брзом ходању         | Подјебради, Чешка Република  | 2.                     | 20 км                           | 1:28:03                |
| 2021                   | Олимпијске игре                     | Сапоро, Јапан                | 4.                     | 20 км                           | 1:30:05                |
| 2022                   | Светско првенство                   | Јуџин, САД                   | –                      | 20 км                           | Дисквалификована       |
| 2022                   | Европско првенство                  | Минхен, Немачка              | –                      | 20 км                           | Дисквалификована       |
| 2023                   | Европски куп у брзом ходању         | Подјебради, Чешка Република  | 1.                     | 35 км                           | 2:37:15 СР             |
| 2023                   | Светско првенство                   | Будимпешта, Мађарска         | 1.                     | 20 км                           | 1:26:51                |
| 2023                   | Светско првенство                   | Будимпешта, Мађарска         | 1.                     | 35 км                           | 2:38:40 РСП            |
| 2024                   | Олимпијске игре                     | Париз, Француска             | 2.                     | 20 км                           | 1:26:19                |
| 2024                   | Олимпијске игре                     | Париз, Француска             | 1.                     | Мешовите штафете у брзом ходању | 2:50:31                |